# Rezerwat przyrody Dęby w Meszczach
Rezerwat przyrody Dęby w Meszczach – rezerwat leśny im. Jeremiego Kozłowskiego. Jego położenie to południowo-zachodnia część gminy Wolbórz (powiat piotrkowski, województwo łódzkie), w kierunku zachodnim od wsi Proszenie. Powierzchnia rezerwatu wynosi 39,15 ha. Został utworzony 11 maja 1989 roku w celu ochrony starodrzewu dębowego pochodzenia naturalnego w zespołach o charakterze grądu i boru mieszanego. W rezerwacie rośnie ponad 100 dębów szypułkowych, których obwód wynosi od 2,5 do 3,8 m, a wysokość od 25 do 35 m. Dęby mają od 150 do 260 lat. W skład drzewostanu wchodzi również sosna (w wieku od 120 do 140 lat), brzoza, grab, jodła, osika, świerk, a także dzika jabłoń, dzika grusza, jarzębina. W rezerwacie można spotkać gatunki roślin pospolitych występujące w lasach liściastych i borach iglastych Polski środkowej oraz kilka gatunków mniej pospolitych takich jak: gwiazdnica długolistna, jarzmianka większa, trzcinnik owłosiony, turzyca cienista oraz wyka leśna. Z gatunków chronionych można wymienić lilię złotogłów, listerę jajowatą, wawrzynka wilczełyko, podkolana zielonkawego i widłaka jałowcowatego.
Rezerwat nosi imię leśnika, który w latach niemieckiej okupacji, narażając własne życie, obronił drzewostan dębowy przed wycięciem.